# Dorfkirche Vehlow

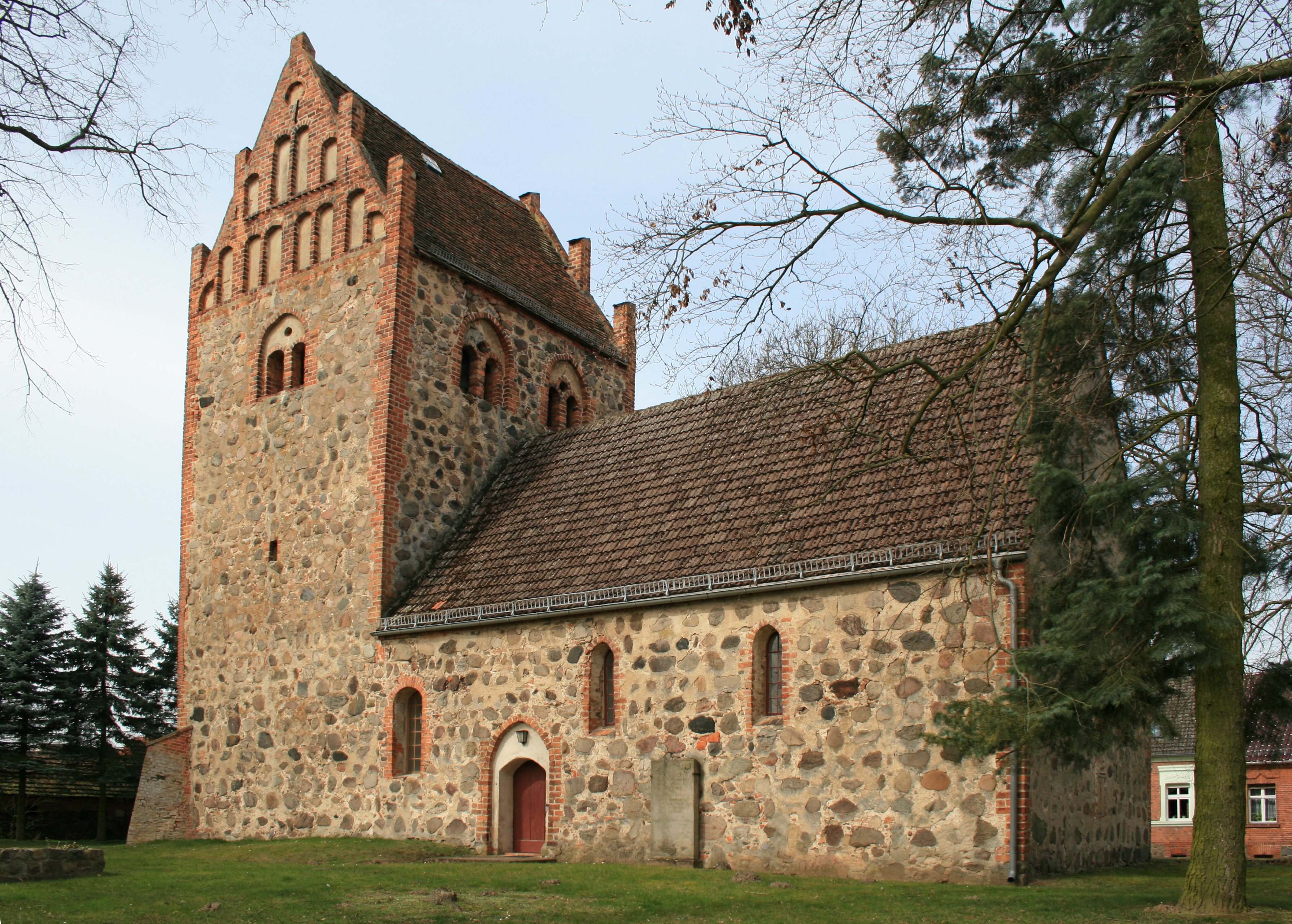
Dorfkirche Vehlow

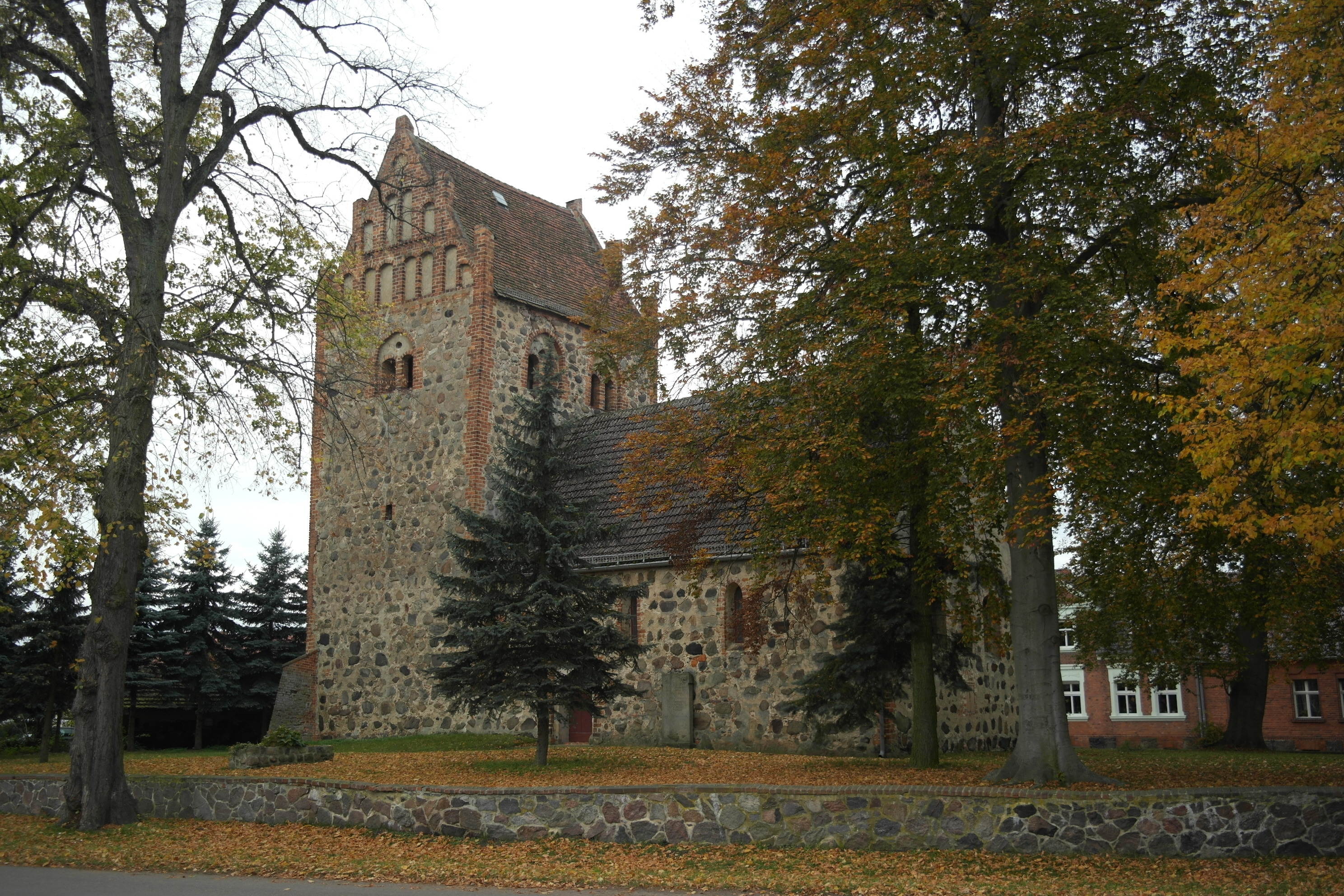
Ansicht von Südost

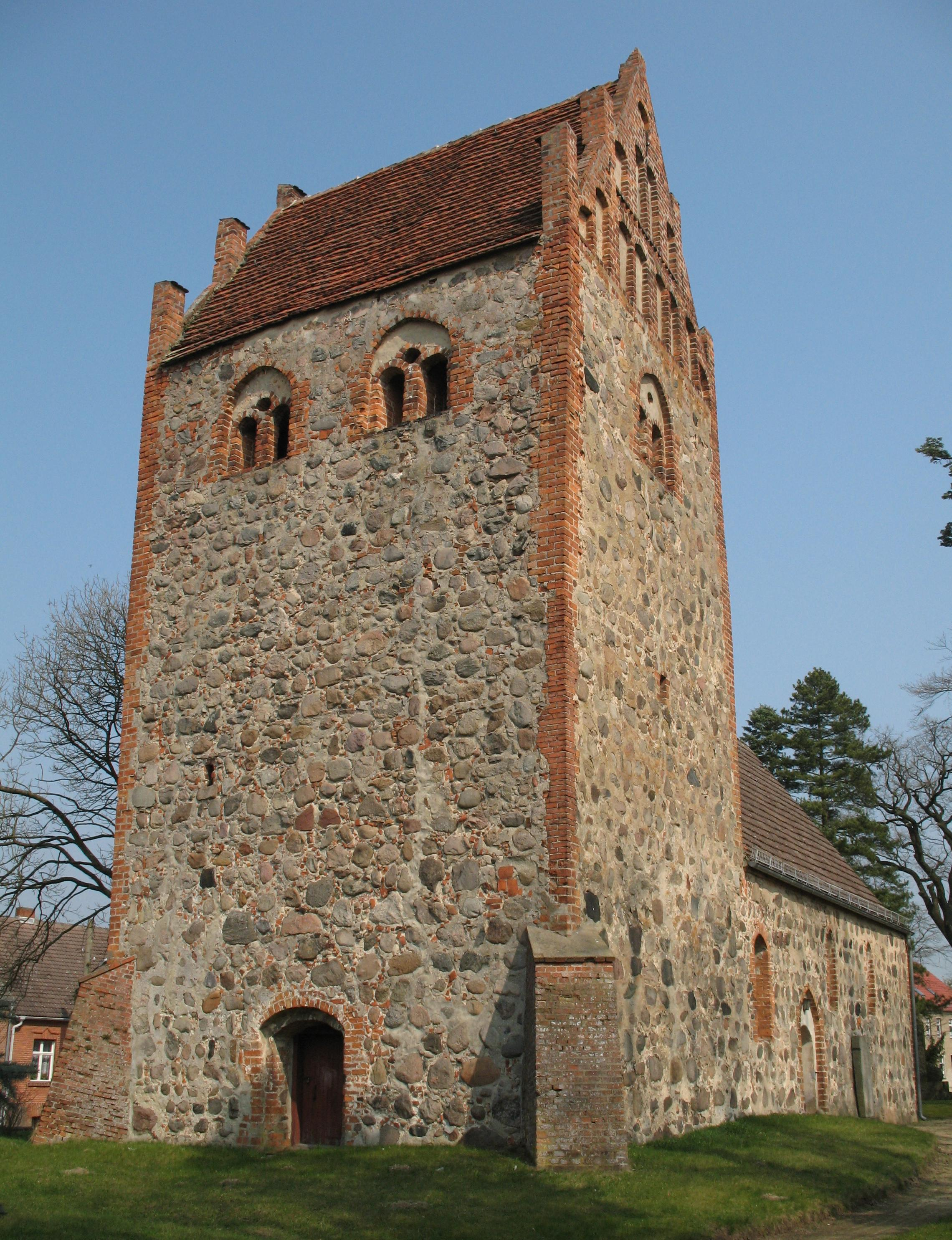
Westturm

Die evangelische Dorfkirche Vehlow ist eine Feldsteinkirche aus gotischer Zeit im Ortsteil Vehlow von Gumtow im Landkreis Prignitz in Brandenburg. Sie gehört zur Kirchengemeinde Kolrep im Kirchenkreis Prignitz der Evangelischen Kirche Berlin-Brandenburg-schlesische Oberlausitz und kann nach Anmeldung besichtigt werden.

## Geschichte und Architektur
Die Dorfkirche Vehlow ist ein rustikaler Feldsteinbau des 15. Jahrhunderts mit Gliederungen aus Backstein, der jedoch wegen des archaischen Charakters auf gotische Stilmittel weitgehend verzichtet. Allein der querrechteckige Turm des Bauwerks zeigt Reihungen flachbogiger, gestaffelter Blenden in den Giebeln aus Backsteinmauerwerk. Das rechteckige, flachgedeckte Schiff von gleicher Breite wie der Turm wird von Spitzbogenfenstern erhellt, von denen zwei auf der Südseite und das mittlere der Ostseite in originaler Form erhalten sind. Am Turm sind außerdem gekuppelte Schallöffnungen in Rundbogenblenden vorhanden. 
Die übrigen Öffnungen wurden im 18. oder 19. Jahrhundert verändert. Der Ostgiebel wurde 1978 neu aufgeführt. Auf dem Satteldach des Turms befand sich bis 1978 ein Dachreiter mit zierlicher geschlossener Laterne und geschweifter Haube aus den Jahren 1683–1687.

## Ausstattung
Der Innenraum ist mit einem Altaraufsatz aus der Spätgotik und im Übrigen mit Kanzel und Emporen aus der Zeit um 1670 ausgestattet. Der Altar aus der Zeit um 1520 zeigt im Schrein Maria mit Kind zwischen dem heiligen Georg und einem Bischof; in den Flügeln sind je zwei Reihen mit je vier Heiligen angeordnet. Die erste Wandlung des Altars zeigt gemalte Passionsszenen; auf den Außenseiten sind weibliche Heilige dargestellt. In der Predella ist in einer Nische die Grablegung Christi dargestellt. Der Aufsatz von 1680 ist mit den drei Kreuzen von Golgatha ausgestattet.
Die polygonale Kanzel von 1680 zeigt in Arkaden Gemälde von Mose, Christus und den vier Evangelisten. In den Feldern der Emporenbrüstung sind Gemälde des Manierismus zu sehen. An der Patronatsloge sind in 13 Bildern Szenen aus dem Leben Christi dargestellt, die Westempore zeigt die Zehn Gebote und am Beichtstuhl ist eine allegorische Darstellung des Priesteramts zu finden.
Die Orgel ist ein Werk von Friedrich Hermann Lütkemüller aus dem Jahr 1877 mit sieben Registern auf einem Manual und Pedal.
Ein Grabstein zeigt eine Ganzfigurdarstellung des Hans Joachim von Blumenthal († 1686) in reicher zeitgenössischer Tracht. Vor der Kirche stand früher ein steinerner Sarkophag mit den Namen Hans von Blumenthal (vor 1640–1701) und Friederike Dorothea von Düringshofen samt Wappen und einigen Bibelsprüchen; er wurde im Jahre 2009 restauriert und als Dauerleihgabe zur Gedenkstätte der Familie von Finckenstein nach Alt Madlitz verbracht.